# Мануэль, Симоне
Симоне Эшли Мануэль (англ. Simone Ashley Manuel; род. 2 августа 1996, Хьюстон, Техас) — американская пловчиха, специализирующаяся на плавании вольным стилем. Двукратная олимпийская чемпионка, 13-кратная чемпионка мира (2013, 2015, 2017, 2019, 2025). Её личная олимпийская победа на 100-метровой дистанции вольным стилем оказалась разделена с канадкой Пенни Олексяк. Мануэль стала первой афроамериканкой, которая выиграла индивидуальное олимпийское золото в плавании и установила олимпийский рекорд и американский рекорд.

## Биография
Симоне Мануэль родилась в Шугар Лэнд 2 августа 1996 года. У неё есть два старших брата, один из которых играл в баскетбол в команде Южного методистского университета. Её родители поощряли соревновательные виды спорта у трех детей, и Мануэль увлеклась плаванием вслед за своими братьями, которые плавали на соревнованиях летней лиги. Она изъявила желание присоединиться к плавательному клубу в четыре года и была зачислена на уроки плавания. К одиннадцати годам она плавала в местном клубе First Colony Swim Team под руководством главного тренера Элисон Биб. Мануэль считает, что этот тренер оказал на неё большое значение. Она окончила среднюю школу в Форт-Бенд-Остин в 2014 году и в том же году начала посещать Стэнфордский университет.

## Плавательная карьера
Мануэль участвовала в отборочных соревнованиях к Олимпиаде-2012, заняв 20-е место на 50 метрах вольным стилем и 17-е на дистанции вдвое длиннее.
После поступления в Стэнфорд в 2014 году она стала членом женской команды по плаванию. В том же году она побила школьные рекорды в плавании вольным стилем на дистанциях 50, 100 и 200 ярдов, а в 2014 году, когда училась на первом курсе, она также побила рекорды Американской и Национальной университетской спортивной ассоциации (NCAA) на дистанции 100 ярдов вольным стилем. Мануэль стала шестикратной чемпионкой NCAA: она выиграла 50- и 100-ярдовые дистанции вольным стилем в 2015, 2017 и 2018 годах.
Она участвовала в чемпионате США 2013 года, где заняла третье место на дистанции 100 метров вольным стилем и второе место на дистанции 50 метров вольным стилем. Она квалифицировалась на чемпионат мира по водным видам спорта в Барселоне и выиграла золотую медаль, участвуя в предварительном раунде эстафеты 4×100 метров вольным стилем.

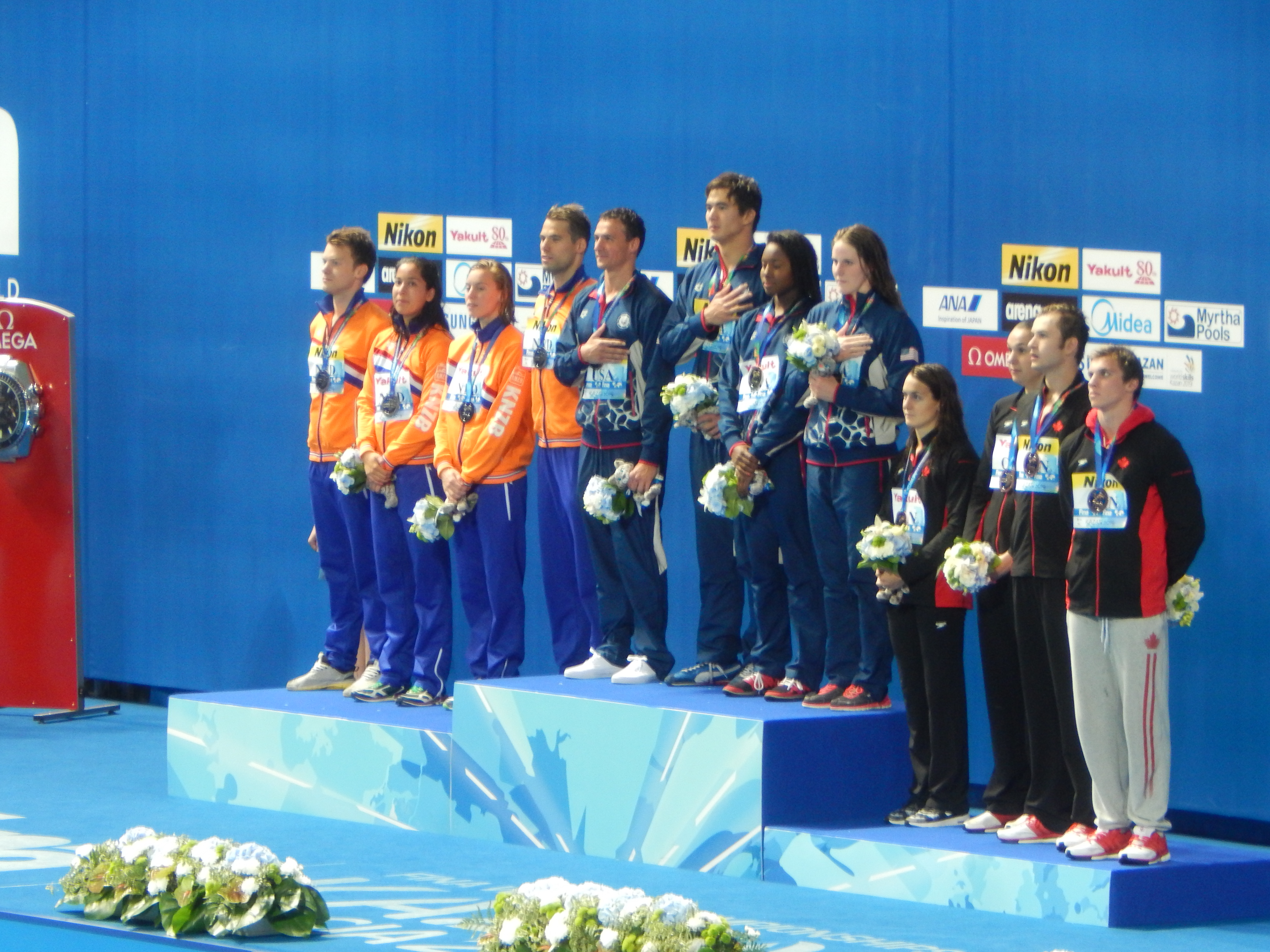
Лохте, Эдриан, Мануэль и Франклин (в центре, слева направо) на чемпионате мира в Казани (2015)

На чемпионате США 2014 года она финишировала первой на дистанции 50 метров, второй на дистанции 100 метров и седьмой на дистанции 200 метров. Она участвовала в Тихоокеанском чемпионате, где она завоевала бронзу на дистанции 100 метров вольным стилем, серебро на эстафетах 4×100 метров вольным стилем и комбинированной 4×100, а также заняла четвёртое место на дистанции 50 метров.
В 2015 году Мануэль выиграла свои первые два индивидуальных чемпионата NCAA, одержав победу на дистанциях 50 и 100 ярдов вольным стилем, установив рекорды NCAA, чемпионатов и бассейна со временем 46,09. Она также заняла второе место в 200-ярдовой гонке вольным стилем. Она стала одной из первых трех афроамериканок, занявших первые три места в соревнованиях по на 100 ярдов в любом чемпионате NCAA по плаванию среди дивизионов I. Она участвовала в чемпионате мира по водным видам спорта 2015 года, заняв четвёртое место в комбинированной эстафете 4×100, шестое на дистанции 100 метров вольным стилем и восьмое на 50 метрах. Она также стала бронзовым призёром в эстафете 4×100 метров вольным стилем и чемпионкой мира в аналогичной смешанной эстафете.

### Летняя Олимпиада 2016
Мануэль вновь приняла участие в отборочных соревнованиях к Олимпийским играл, как и четырьмя годами ранее. Она заняла второе место на дистанциях 50 и 100 метров и 7-е место на дистанции 200 метров. Результаты на первых двух дистанциях позволили ей войти в состав сборной для участия в летних Олимпийских играх 2016 года в Рио-де-Жанейро.
Она выиграла серебряную медаль в составе эстафеты 4×100 метров вольным стилем вместе с Эбби Вайцзейль, Даной Воллмер и Кэти Ледеки. Она показала одинаковое время с канадкой Пенни Олексяк в борьбе за золотую медаль на дистанции 100 м вольным стилем, и обе девушки установили олимпийский рекорд (52,70 с). Мануэль — первая афроамериканка, выигравшая золотую медаль в индивидуальном плавании, а также первая чернокожая женщина, которая добилась этого результата. Позже она выиграла серебро на дистанции 50 метров вольным стилем и золото в эстафете 4×100 метров.

### Чемпионат мира 2017
На чемпионате США 2017 года в квалификационных соревнованиях к чемпионату мира в Будапеште Мануэль выиграла дистанцию 50 м вольным стилем со временем 24,27 и заняла второе место на дистанции вдвое длиннее, показав результат 53,05 с.
В первый день чемпионата мира Мануэль завершила женскую эстафету 4×100 метров вольным стилем, завоевав золотую медаль в команде с Мэллори Комерфорд, Келси Уоррелл и Кэти Ледеки. Она очень быстро проплыла свой этап (52,14), благодаря чему сборная США установила новый американский рекорд 3.31,72. Мануэль завоевала своё второе золото в смешанной эстафету 4×100 метров, преодолев свой этап за 52,17 с. Вместе с Мэттью Гриверсом, Лилли Кинг и Калебом Дресселом, сборная побила мировой рекорд (3.38,56). Первой личной дисциплиной Симоне Мануэль на этом чемпионате стала 100-метровая дистанция вольным стилем, где шведская пловчиха Сара Шёстрём считалась фаворитом, поскольку она побила мировой рекорд, побеждая в эстафете 4×100 метров вольным стилем в первый день чемпионата мира. Как и прошлым летом на Олимпийских играх, Мануэль выиграла с рекордом Америки. Она показала результат 52,27 с, опередив Шёстрём всего на четыре сотых секунды. На следующий день она выиграла четвертую золотую медаль в смешанной эстафете 4×100 метров вольным стилем, где она проплыла свой этап за 52,18 с. Наряду с Комерфорд Дресселом и Нэтаном Эдрианом они установили мировой рекорд (3.19,60). В последний день чемпионата Мануэль плыла в финале 50-метровой дистанции вольным стилем, а также женской эстафеты 4×100 метров. С рекордом Америки (23,97) она завоевала бронзу, став первой американкой, проплывшей 50 метров быстрее 24 секунд. Затем Мануэль в женской эстафете 4×100 метров вольным стилем победила, сборная проплыла за 3.51,55. Таким образом, был побит рекорд 2012 года, установленный Мисси Франклин, Ребеккой Сони, Даной Воллмер и Эллисон Шмитт.

## Результаты на Олимпийских играх
7 медалей (2 золотые, 4 серебряные, 1 бронзовая)
| Дистанция                             | 2016 | 2020 | 2024 |
| ------------------------------------- | ---- | ---- | ---- |
| 50 метров вольным стилем              | 2    | 12   | 18   |
| 100 метров вольным стилем             | 1    | —    | —    |
| Эстафета 4×100 м вольным стилем       | 2    | 3    | 2    |
| Эстафета 4×200 м вольным стилем       | —    | —    | 2    |
| Комбинированная эстафета 4×100 метров | 1    | —    | —    |

## Личные рекорды
По состоянию на 1 августа 2017 года
| Длинный бассейн (50 м) | Длинный бассейн (50 м) | Длинный бассейн (50 м) | Длинный бассейн (50 м) | Длинный бассейн (50 м) | Длинный бассейн (50 м) |
| ---------------------- | ---------------------- | ---------------------- | ---------------------- | ---------------------- | ---------------------- |
| Дистанция              | Время                  | Город                  | Дата                   | Примечания             | Источник               |
| 50 м вольный стиль     | 23,97                  | Будапешт               | 30 июля 2017           | NR, AM                 | [ 27 ]                 |
| 100 м вольный стиль    | 52,04                  | Кванджу                | 26 июля 2019           | NR, AM                 |                        |

NR — Национальный рекорд
AM — рекорд Америки

## Мировые рекорды
| Дистанция | Время   | Место             | Дата            | Источник |
| --------- | ------- | ----------------- | --------------- | -------- |
| 4 х 50 м  | 1.37,17 | Глазго, Шотландия | 21 декабря 2013 | [ 30 ]   |
| 4 × 100 м | 3.23,05 | Казань, Россия    | 8 августа 2015  | [ 31 ]   |
| 4 × 100 м | 3.45,20 | Индианаполис, США | 11 декабря 2015 | [ 32 ]   |
| 4 × 100 м | 3.38,56 | Будапешт, Венгрия | 27 июля 2017    | [ 33 ]   |
| 4 × 100 м | 3.19,60 | Будапешт, Венгрия | 29 июля 2017    | [ 34 ]   |
| 4 × 100 м | 3.51,55 | Будапешт, Венгрия | 30 июля 2017    | [ 35 ]   |